# CELPE-Bras
CELPE-Bras(포르투갈어: Certificado da Proficiência em Língua portuguesa para Estrangeiro)는 외국인을 위한 브라질 포르투갈어 검정 시험으로 브라질 교육부에서 개발하였다. 대한민국은 2015년 3월 부산외국어대학교가 공식 시행기관으로 선정되며 시험이 시작되었다.

## 같이 보기
- CAPLE